# Marele Ducat de Toscana
Marele Ducat de Toscana (italiană Granducato di Toscana, latină Magnus Ducatus Etruriae) a fost o monarhie situată în Italia Centrală, cu întreruperi din 1569 până în 1859, înlocuind Ducatul de Florența. Capitala Marelui Ducat a fost Florența.

## Perioada Medici

### Fondare

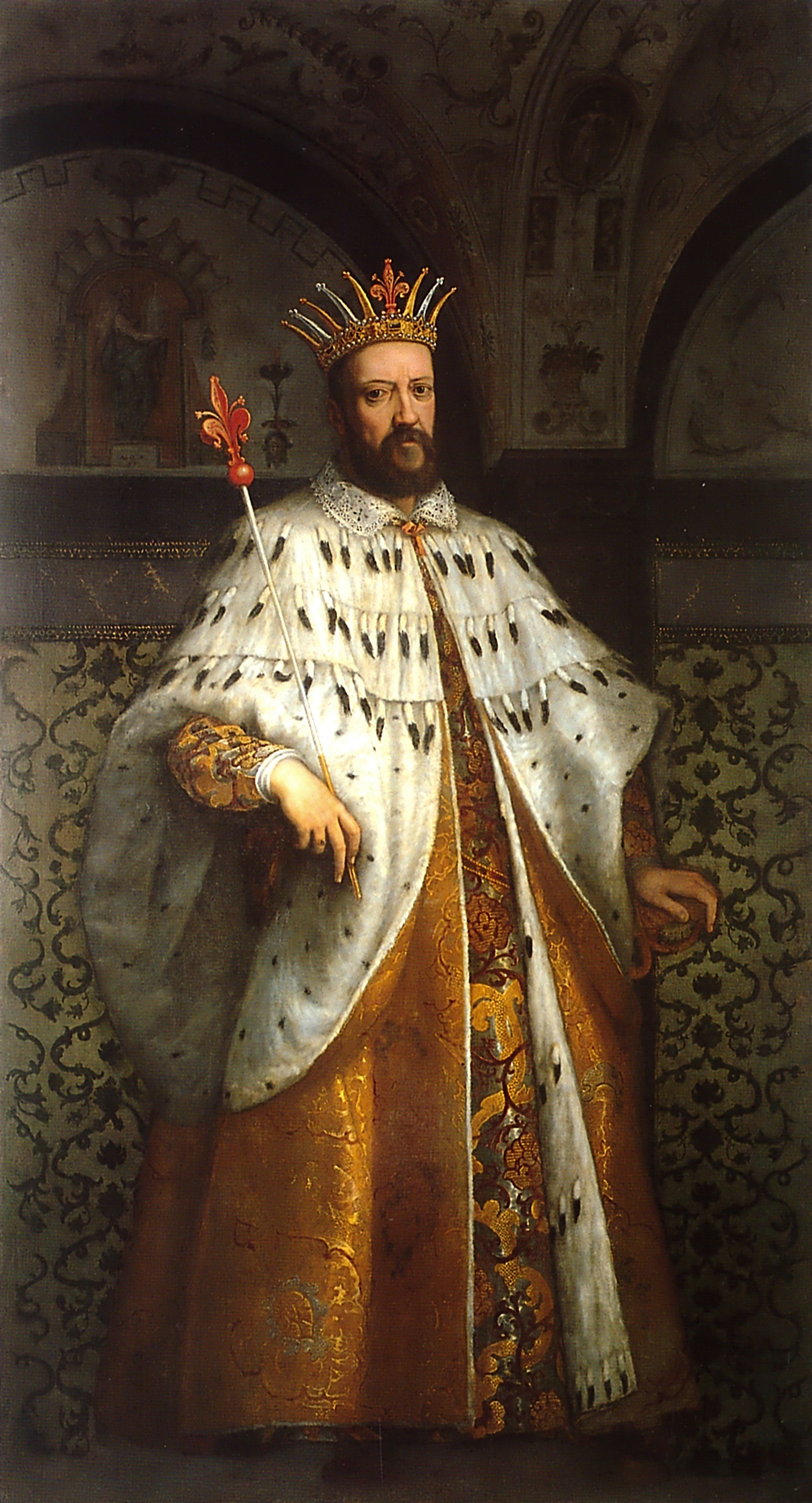
Cosimo I de' Medici

În 1569 Cosimo de' Medici domnea asupra Ducatului Florența de 32 de ani. În timpul domniei sale, Florența a cumpărat insula Elba de la Republica Genova (în 1548), a cucerit Siena (în 1555) și a dezvoltat o bază navală bine echipată și puternică pe Elba. Cosimo a interzis, de asemenea, clerului să dețină funcții administrative și a promulgat legi ale libertății religioase, care erau necunoscute în timpul său. Cosimo a fost un susținător pe termen lung al Papei Pius al V-lea, care în lumina extinderii Florenței în august 1569 l-a declarat pe Cosimo Mare Duce de Toscana, un titlu fără precedent în Italia.
Reacția internațională la ridicarea lui Cosimo era sumbră. Regina Caterina de Franța, deși ea însăși o Medici, era privită de Cosimo cu cel mai mare dispreț. La curtea vieneză au circulat zvonuri că Marele Duce Cosimo era un candidat pentru tronul Angliei. Maximilian al II-lea, Împărat Roman și regele Filip al II-lea al Spaniei au reacționat destul de furios, Florența fiind un fief imperial și au declarat acțiunile lui Pius al V-lea invalide. Cu toate acestea, în cele din urmă Maximilian a confirmat ridicarea cu o diplomă Imperială în 1576.
În timpul Ligii Sfânte din 1571, Cosimo a luptat împotriva Imperiului Otoman. Liga Sfântă a provocat o înfrângere zdrobitoare a turcilor în Bătălia de la Lepanto. Domnia lui Cosimo a fost una dintre cele mai militariste pe care Toscana a văzut-o vreodată.
Cosimo a experimentat mai multe tragedii personale în ultimii ani ai domniei sale. Soția sa, Eleonora de Toledo, a murit în 1562, împreună cu patru dintre copiii săi din cauza unei epidemii de ciumă în Florența. Aceste decese l-au afectat foarte mult, și, împreună cu boala, l-au forțat pe Cosimo să abdice neoficial în 1564. Și-a lăsat fiul cel mare, Francesco, să conducă ducatul. Cosimo I a murit în 1574 de apoplexie, lăsând o Toscană stabilă și extrem de prosperă în spatele lui.

### Francesco și Ferdinando I
Vezi și: Francesco I de' Medici și Ferdinando I de' Medici

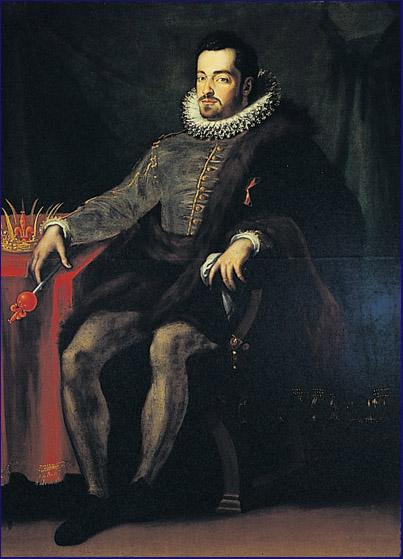
Marele Duce Ferdinando I.

Francesco a avut un interes scăzut în guvernarea regatului său, preferând să participe la experimente științifice. Administrația de stat a fost delegată birocraților. El a continuat alianța austriacă a tatălui său, cimentând-o prin căsătoria cu Ioana a Austriei. Francesco este cel mai bine cunoscut prin moartea în aceeași zi cu cea de-a doua soție, Bianca Cappello, alimentând zvonuri de otrăvire. El a fost urmat de Ferdinando de Medici, fratele său mai mic, pe care îl detesta.
Ferdinando și-a asumat cu nerăbdare guvernarea Toscanei. El a poruncit drenarea mlaștini toscane, a construit o rețea de drumuri în sudul Toscanei, și a încurajat comerțul în Livorno. Pentru a mări industria de mătase toscană, a supravegheat plantarea de duzi de-a lungul drumurilor principale (viermii de mătase se hrănesc cu frunze de dud). A îndepărtat Toscana de hegemonia habsburgă prin căsătoria cu prima candidată non-habsburgică de la Alessandro de' Medici, Duce al Florenței, Cristina de Lorena, o nepoată a Ecaterinei de Medici. Reacția spaniolă a fost de a construi o cetate pe partea lor de pe insula Elba. Pentru a întări noua alianță toscană, el a căsătorit-o pe fiica cea mică a lui Francesco, Maria, cu Henric al IV-lea al Franței. Henric a declarat în mod explicit că va apăra Toscana de agresiunea spaniolă, dar mai târziu a renegat acest lucru. Ferdinando a fost forțat să-și căsătorească moștenitorul, Cosimo, cu arhiducesa Maria Madalena de Austria pentru a calma Spania (unde sora Mariei Madalena era actuala regină consort).
Ferdinando a sponsorizat o colonie toscană în America, cu intenția de a stabili o zonă toscană în ceea ce este astăzi Guyana Franceză. În ciuda tuturor acestor stimulente pentru creșterea economică și prosperitate, populația din Florența, la începutul secolului al XVII-lea, a fost de doar 75.000 de suflete, mult mai mici decât în alte capitale ale Italiei: Roma, Milano, Veneția, Palermo și Napoli. Francesco și Ferdinando sunt considerați a fi mai bogați decât strămoșul lor, Cosimo de Medici, fondatorul dinastiei. Numai Marele Duce a avut prerogativa de a exploata mineralele statului și resursele de sare. Soarta familiei Medici a fost legată direct de economia toscană.
Ferdindando, în ciuda faptului că nu mai era cardinal, a exercitat multă influență în conclavurile papale. În 1605, candidatul său, Alessandro de' Medici a fost ales drept Papa Leon al XI-lea. Leon a murit la sfârșitul acelei luni, totuși, din fericire pentru Medici, noul succesor, Papa Paul al V-lea, era de asemenea pro-Medici. Politică externă pro-papală a lui Ferdinando a avut dezavantaje. Toscana a fost depășită de ordinele religioase, toate nefiind obligate să plătească impozite. Ferdinando a murit în 1609, lăsând un tărâm îmbelșugat.

### Cosimo II și Ferdinando II

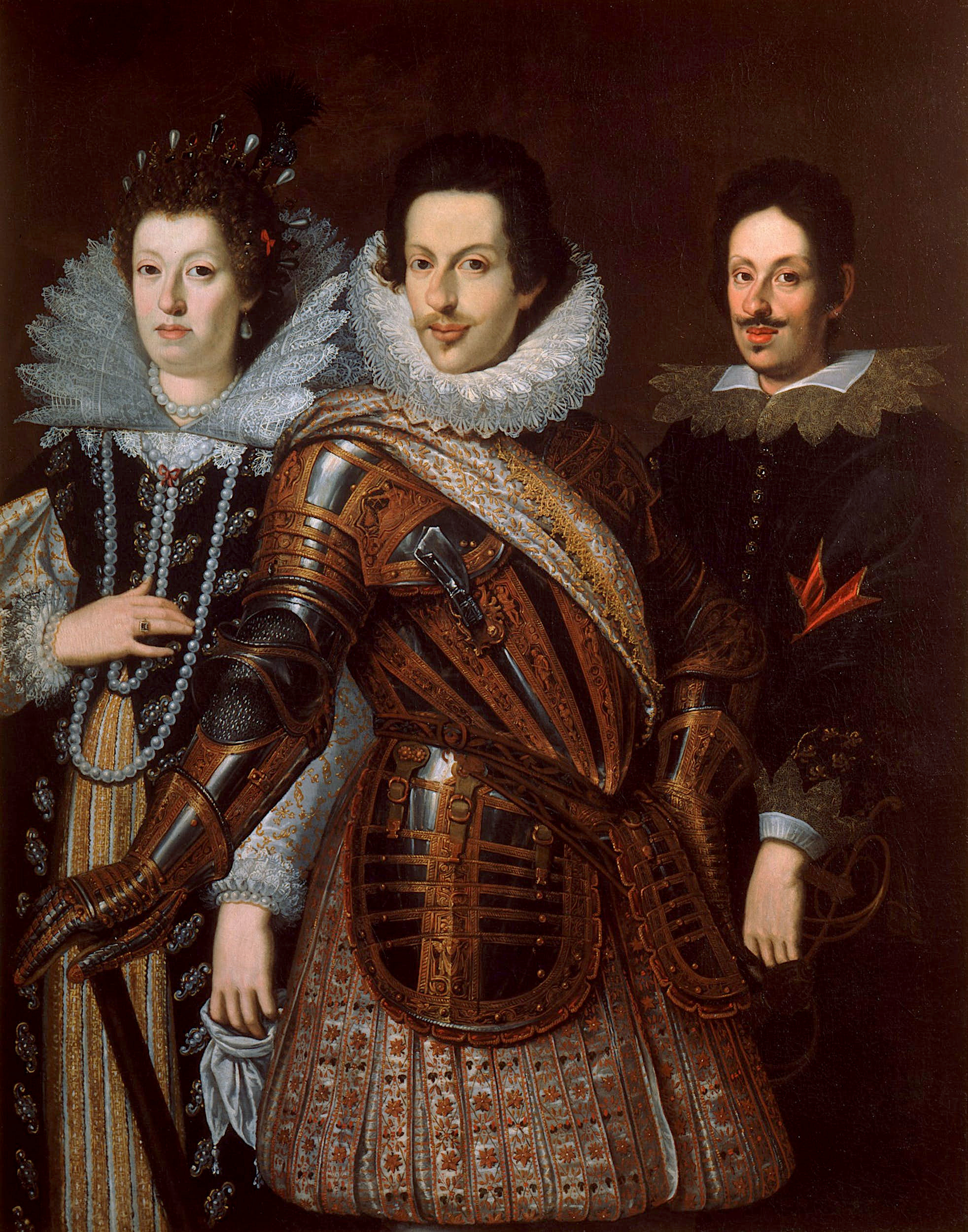
Maria Maddalena, Cosimo II și Ferdinando II, pictură după Justus Sustermans

Fiul cel mare al lui Ferdinando, Cosimo, a urcat pe tron după decesul său. Ca și unchiul său Francesco I, nu avea înclinare spre guvernare și Toscana a fost condusă de miniștrii săi. Cei 12 ani de domnie ai lui Cosimo au fost punctați de căsătoria sa fericită cu Maria Maddalena și patronajul astronomului Galileo Galilei.
Când Cosimo a murit, fiul său cel mare, Ferdinando, era minor. Acest lucru a dus la regența bunicii lui Ferdinando, Cristina de Lorena, și a mamei acestuia, Maria Magdalena de Austria. Cristina și-a dominat puternic nepotul chiar și după ce a devenit major, până la moartea ei în 1636. Mama și bunica lui au aranjat căsătoria cu Vittoria della Rovere, o nepoată a Ducelui de Urbină, în 1634. Cuplul a avut doi copii: Cosimo în 1642, și Francesco Maria în 1660.
Ferdinando a fost obsedat de noua tehnologie și a deținut câteva higrometre, termometre și telescoape instalate la Pitti.
Ferdinando al II-lea a murit în 1670 și a fost succedat de fiul său cel mare, Cosimo.

### Cosimo III

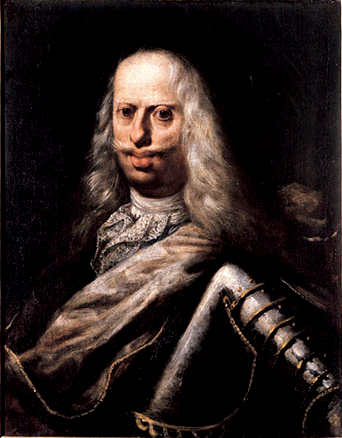
Marele Duce Cosimo al III-lea la bătrânețe

Domnia lui Cosimo al III-lea a fost caracterizată prin schimbări drastice și un declin accentuat al Marelui Ducat. Cosimo al III-lea a fost un caracter puritan, a forțat prostituatele să plătească pentru licențe și a decapitat sodomiții. El a instituit, de asemenea, mai multe legi pentru cenzurarea educației și a introdus o legislație anti-evreiească. Începând cu anul 1705, trezoreria marelui ducat a fost practic în stare de faliment și populația din Florența a scăzut cu aproximativ 50%, în timp ce populația întregii Marelui Ducat a scăzut cu un procent estimat de 40%. Odată puternică, marina a fost adusă la o stare jalnică.
Cosimo a plătit frecvent Sfântul Împărat Roman, taxe mari. El a trimis muniție pentru împărat în timpul bătăliei de la Viena. Toscana a fost neutră în timpul Războiul Succesiunii Spaniole în parte din cauza slabei dotări militare a Toscanei; o revizuire militară din 1718 a arătat că armata număra mai puțin de 3000 de oameni, mulți dintre ei fiind infirmi și bătrâni. Între timp, capitala statului, Florența, s-a umplut de cerșetori.
Cosimo s-a căsătorit cu Marguerite Louise d'Orléans, o fiică a regelui Henric al IV-lea al Franței și a Mariei de Medici. Ei au avut trei copii: Ferdinando, Anna Maria Luisa de' Medici și ultimul Mare Duce de Toscana din familia de Medici Gian Gastone de' Medici.
Cosimo al III-lea a fost succedat de fiul său, Gian Gastone, care, mare parte din viață a stat în pat, rareori apărea în fața supușilor. Gian Gastone a abrogat legile puritane ale tatălui său.
În 1731, Puterile s-au adunat la Viena, pentru a decide cine îl va succeda pe Gian Gastone. Ei au întocmit Tratatul de la Viena, care a dat tronul marelui ducat lui Don Carlos, Duce de Parma. Gian Gastone nu a fost la fel de ferm în negocierea viitorului Toscanei, cum a fost tatăl său. El a capitulat în fața cererilor străine, și în loc să aprobe succesiunea tronului celei mai apropiate rude de sex masculin, Prințul de Ottajano, a permis ca Toscana să fie conferită arhiducelui Francisc Ștefan de Lorena.

## Steaguri

Stema Marelui Ducat de Toscana (1562-1737)
Steag naval (1737-1749)
Însemnul civil (1815-1840)
Steagul statului cu arme mici (1840-1848, 1849-1860
Steagul statului cu arme mari (1840-1848, 1849-1860)
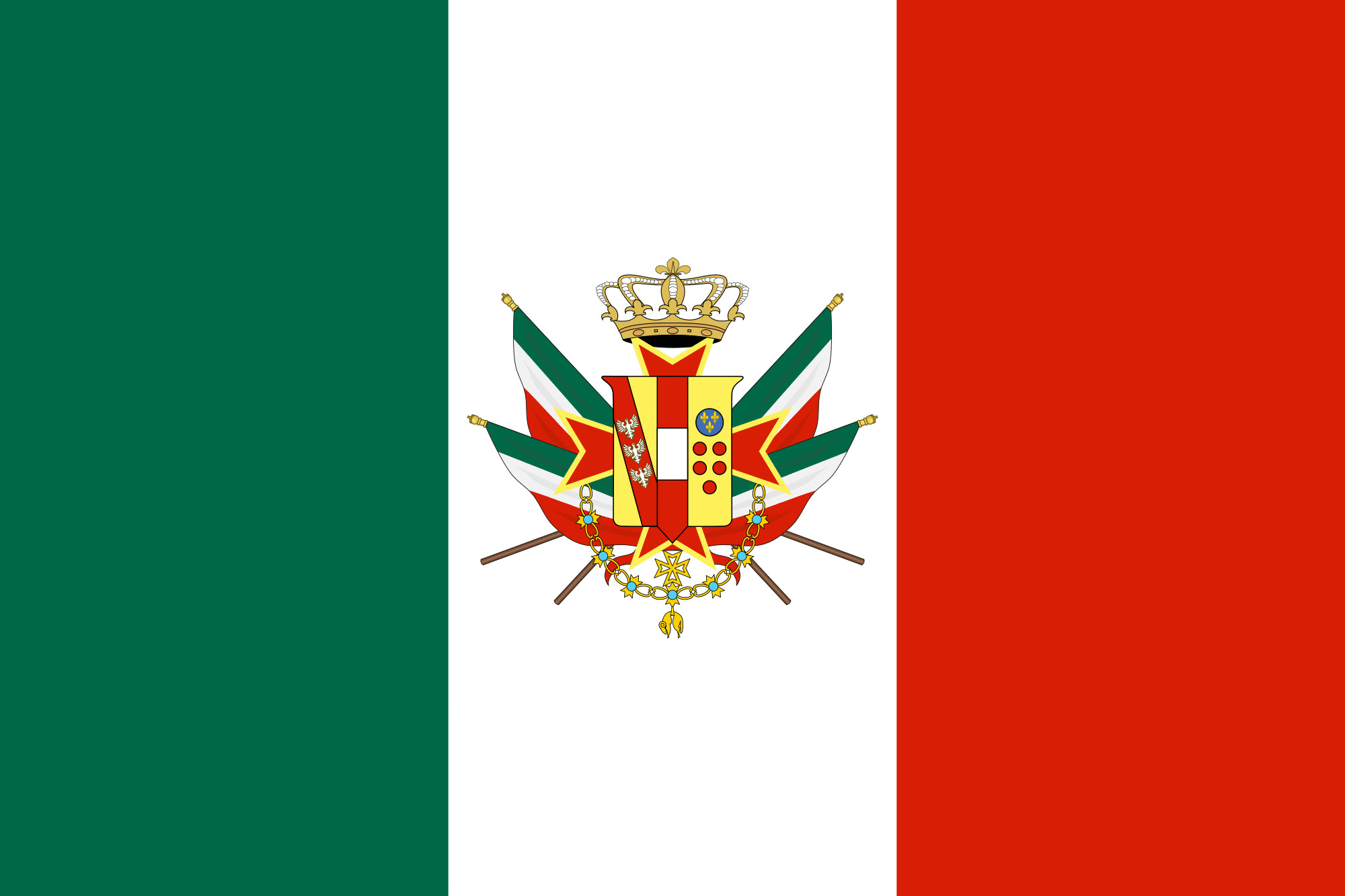
1848-1849